# Quello che le ragazze non dicono
Quello che le ragazze non dicono è un film del 2000 diretto da Carlo Vanzina.

## Trama
È la storia di quattro ragazze, Alice, Francesca, Paola e Laura, amiche dai tempi delle elementari.
Ora, alla soglia dei trent'anni, si ritrovano ancora a condividere segreti, momenti belli, momenti brutti e, soprattutto, la passione per un ragazzo.
Alice tenta di diventare una pittrice mentre convive con un suo amico e per sostenere le spese lavora come dog-sitter e baby-sitter. Francesca, invece, è più attratta dal mondo dello spettacolo e sotto la spinta materna cede a compromessi per raggiungere il suo sogno. Laura è invece una timida maestra elementare che vive ancora con i genitori. Nel giorno del suo compleanno viene lasciata dallo storico ragazzo e per tirarla su di morale le sue amiche la portano in un locale dove conoscono Gigi del quale s'innamorano tutte e tre. La prima a provarci è Alice, credendo di aver trovato l'uomo giusto, ma quando la sua migliore amica, Laura, le rivela i suoi sentimenti per il ragazzo, Alice decide di mettersi da parte per concedere una chance a loro due. Per consolarsi, però, il ragazzo inizia una storia con Francesca la quale, pur sapendo ciò che prova l'amica Laura nei confronti di Gigi, decide di provarci.
Nel frattempo Paola, avvocato di successo, s'innamora del capo dello studio presso cui lavora, ricevendone l'ennesima delusione. Scopre poi di avere un brutto male e perciò tenta il suicidio. Le amiche decidono di portarla per un periodo di vacanza lontano da tutti i problemi e proprio qui Paola incontra Alberto, un giovane carabiniere del quale s'innamora e che sposa. Mentre è a pranzo con Laura, che dopo aver scoperto di Gigi e Francesca accetta di tornare insieme allo storico fidanzato, Alice conosce Walter. Credendo di aver finalmente trovato l'uomo della sua vita lo presenta alle sue amiche e quando scopre di essere incinta si sente la donna più felice del mondo, prima di scoprire che in realtà Walter ha moglie e figli a Roma. Tra litigi, incomprensioni e ripicche l'amicizia delle quattro ragazze viene messa a dura prova, ma alla fine tutte riescono a trovare il giusto equilibrio per ricominciare, insieme, da capo.

## Colonna sonora
- Attenti al lupo - Lucio Dalla
- E dimmi che non vuoi morire - V. Peluso
- Lo zaino - V. Peluso/Stadio
- Ballando al buio - Stadio
- Fammi provare - V. Peluso
- My heart goes boom - French Affairs
- Run to You - T42 feat Sharp
- Ti amo ti amo - Alexia
- Come fa bene l'amore - Gianni Morandi
- Shackles (wanna pralse you) - Mary mary
- In paradiso con te - V. Peluso - Stadio

## Curiosità
- In un cameo compare nella pellicola il regista Carlo Vanzina.